# アウトライブ -飛天舞-
『アウトライブ -飛天舞-』（アウトライブ -ひてんまい-、原題：비천무（→飛天舞）、英題：Out Live）は、2000年公開の韓国映画。

## キャスト
| 役名             | 俳優               | 日本語吹替 |
| ---------------- | ------------------ | ---------- |
| ジナ(チャラハン) | シン・ヒョンジュン | 関俊彦     |
| ジュングァン     | チョン・ジニョン   | 平田広明   |
| ソルリ           | キム・ヒソン       | 岡寛恵     |
| ライ             | チャン・ドンジク   | 木下浩之   |
| タルガ           | キム・ハクチョル   | 山口嘉三   |
| ガァクジョーノ   | キ・ジュボン       | 森一       |
| サジュン         | ソ・テファ         | 横島亘     |
| アシン           | キム・スロ         | 斉藤次郎   |
| ソルリ(子供時代) | キム・ジュヨン     | 小暮英麻   |

- その他の声の吹き替え：阪口大助／麦人／阿部桐子／鉄野正豊／塚田正昭／木村雅史／京井幸／吉野貴宏／渡辺英雄／加藤将之

- ドラマ版ではチュ・ジンモが主演。